# Tontelea sandwithii
Tontelea sandwithii är en benvedsväxtart som beskrevs av Albert Charles Smith. Tontelea sandwithii ingår i släktet Tontelea och familjen Celastraceae. Inga underarter finns listade.